# Sidone
Sidone  (in arabo صيدا‎?, Ṣaydā) è una città del Libano, di circa 57 800 abitanti (stime 2008), capoluogo del Governatorato del Sud Libano. Si trova a circa 40 km a sud della capitale libanese Beirut.

## Storia

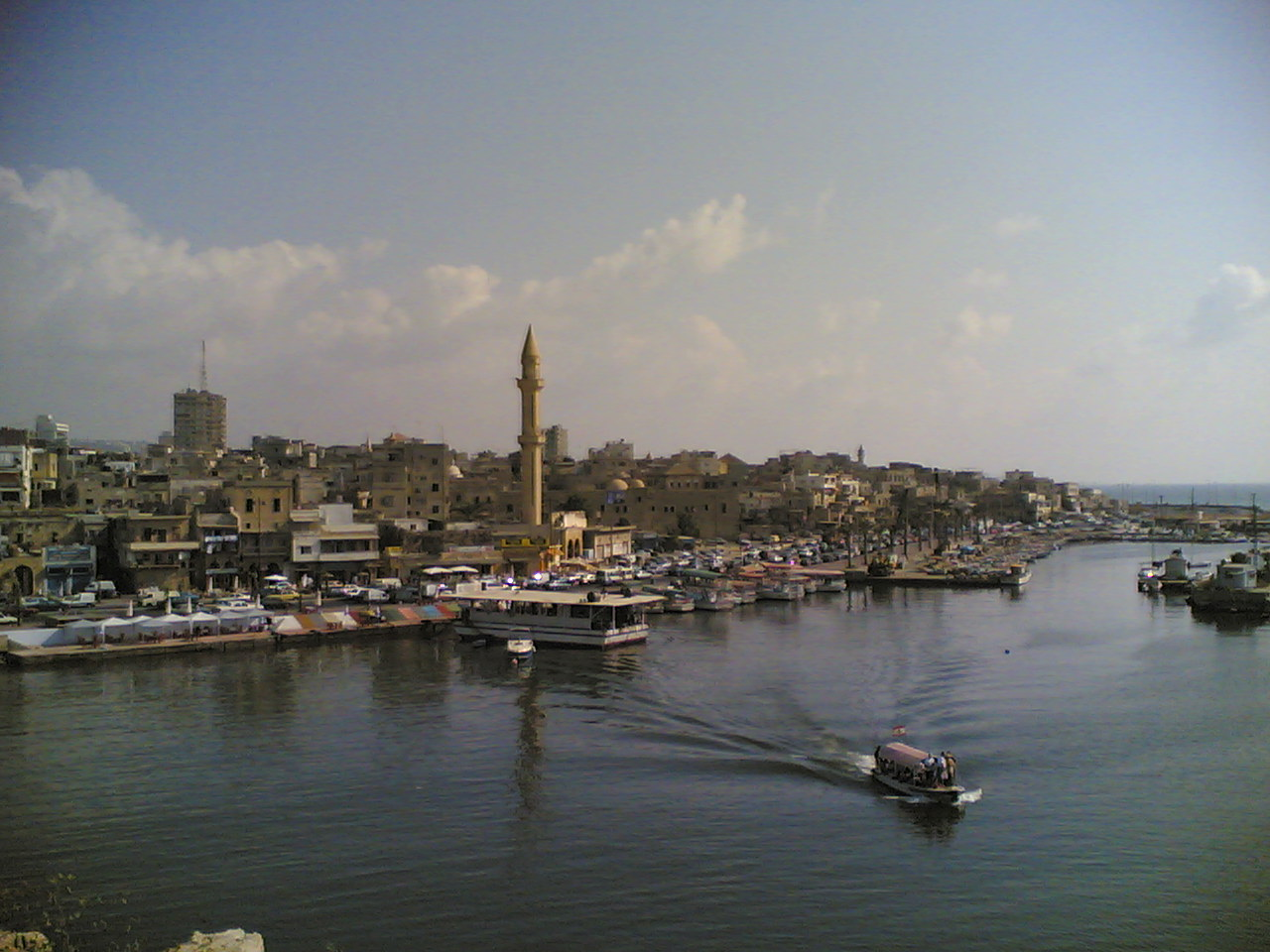
La città vecchia di Sidone vista dal Castello del Mare.

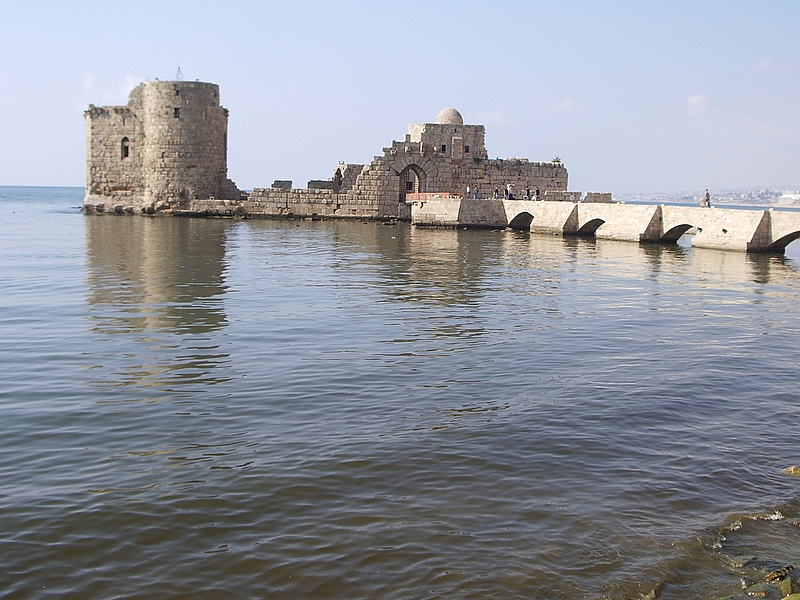
Il Castello del Mare di Sidone.

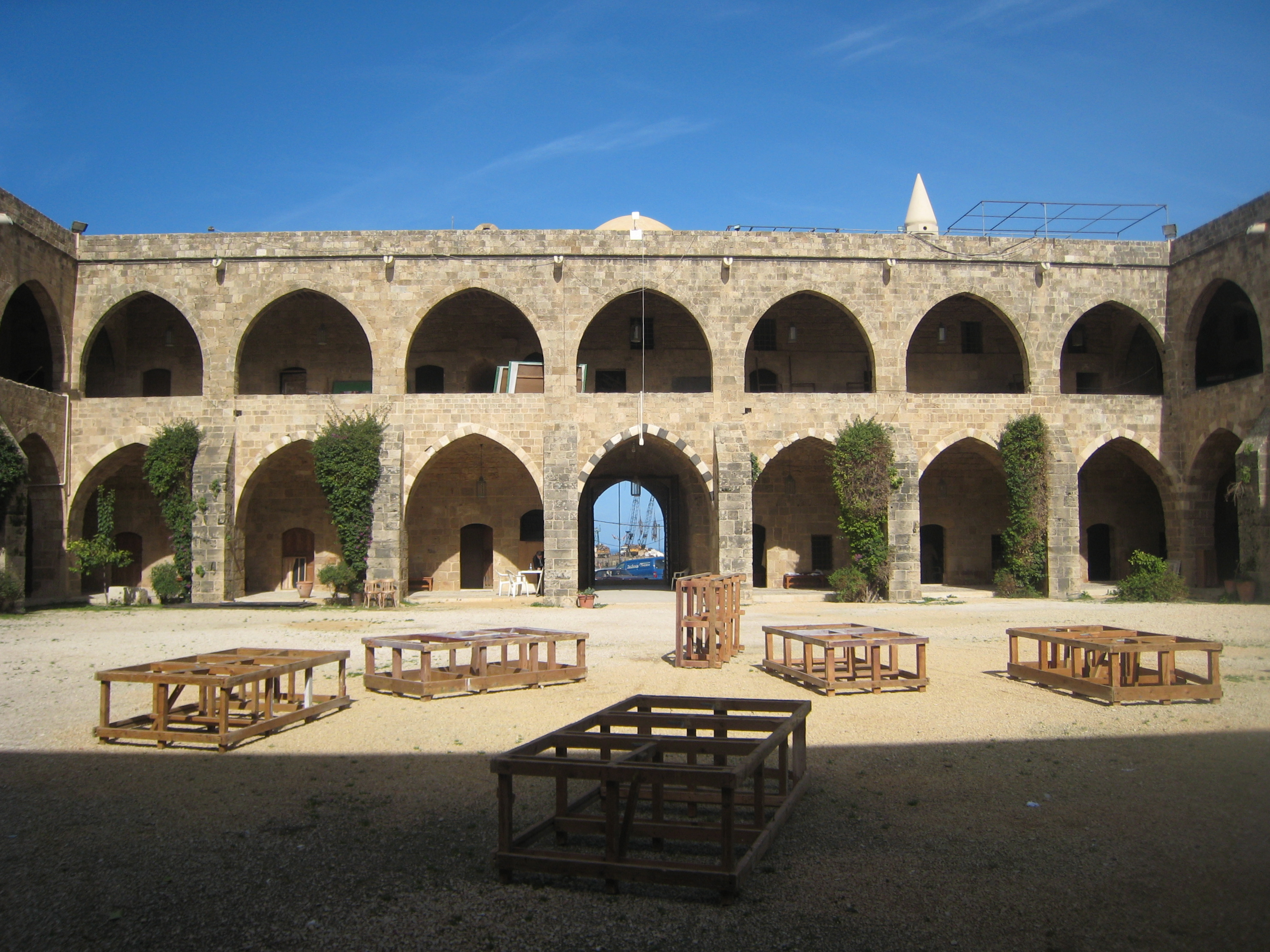
Il Khan al-Franj.

I primi insediamenti urbani nell'area dell'attuale Sidone paiono risalire al quarto millennio avanti Cristo. Come altri insediamenti fenici, la città si sviluppò attorno a un'area portuale ricavata in una rada riparata da un promontorio. Fu nei secoli successivi nota con diversi nomi (in fenicio:   , Ṣdn; in ebraico צִידוֹן; in egizio Ḏdn; in assiro Ṣidūna/u; in greco antico Σιδών).
In parallelo con la vicina città di Tiro, anche Sidone emerse come centro mercantile a partire dal XIV secolo a.C., e entrò nell'orbita egizia sotto la XIX e la XX dinastia, arricchendosi soprattutto grazie alla lavorazione del murice, un mollusco da cui veniva estratto un pigmento di colore porpora utilizzato per la tinteggiatura dei tessuti, e al commercio del legno di cedro (1 Re 5, 29; 1 Cr, 22, 4).
Nel XII secolo a.C. un'armata filistea attaccò Sidone, distruggendone la flotta e segnando un temporaneo declino politico ed economico della città a favore di Tiro. Entrata nella sfera di influenza assira, Sidone fu nuovamente distrutta dal re sargonide Esarhaddon nel 677 (o forse 675) a.C.
Sotto il re achemenide Ciro II (590 a.C.-529 a.C.), Sidone, come le altre città della costa fenicia, entrò a far parte dell'impero persiano, conoscendo il periodo di maggior splendore, anche grazie allo sviluppo dell'industria vetraria, e divenendo capoluogo di una delle satrapie dell'impero. Durante il regno del sovrano locale Eshmunazor II venne ampliato il complesso templare dedicato a Eshmun, il nume titolare della città.
Un nuovo assedio, descritto dallo storico greco Diodoro, avvenne nel 351 a.C. per opera del re Artaserse III (358 a.C.-338 a.C.), il quale intendeva reprimere una ribellione fenicia guidata da Sidone. Distrutta da un rogo, la città si arrese nel 333 a.C. ad Alessandro Magno senza praticamente opporre alcuna resistenza.
La città godette di una limitata libertà e di un certo rinascimento economico e culturale sotto la dinastia seleucide, prima di diventare romana e, in seguito, bizantina. Nel 551, sotto il regno dell'imperatore Giustiniano I (527-565), Sidone divenne la nuova sede della Scuola di Diritto di Beirut, che contribuì alla raccolta del materiale giurisprudenziale di diritto romano e all'elaborazione del Corpus iuris civilis.
La città passò sotto il controllo omayyade nel 667. Nel 1110 Sidone venne assediata dalle armate crociate di Baldovino I, a cui capitolò dopo quasi due mesi di resistenza, ma fu ripresa nel 1187 dall'esercito zengide guidato da Ṣalāḥ al-Dīn ibn Ayyūb. La città passò di mano varie volte in questo periodo: nel 1228, mentre era sede di una signoria feudale del Regno di Gerusalemme, venne edificato il Castello del Mare (ﻗﻠﻌﺔ ﺍلبحر, Qalʿat al-baḥr ), sui resti del tempio fenicio dedicato alla divinità Melkart, l’Ercole romano, una fortezza situata su un isolotto dinanzi al porto e collegato alla terraferma da un ponte fortificato di 80 metri, originariamente ligneo. 
La marche lapidarie di cottimo lasciate dagli scalpellini sul prodotto del lavoro in cava e in cantiere erano un «elemento distintivo...del cantiere [medievale] di marca occidentale, prevalentemente di committenza religiosa» e attestano che, durante l'occupazione delle Terre d'Oriente, architetti e maestranze edili viaggiarono dall'Europa insieme a monaci, militari e commercianti.

Con l’accordo del febbraio 1229, il sultano al-Kāmil riconsegnava ai cristiani sia Gerusalemme che i distretti minori intorno a Sidone. FedericoII non intervenne significativamente sulle opere di difesa esistenti.
A partire dal 1254, sotto la direzione di Simone di Montbéliard e su progetto del re Luigi IX, i Templari iniziarono a ristrutturare il castello di terra (Qal‘at al-Mu‘izz), in vista del passaggio al loro controllo di Sidone, della Cava di Sidon e di Beaufort, avvenuto sei anni più tardi. Nel 1291, i Mamelucchi riconcquistarono la città, in contemporanea con la presa di Acri e Tiro. Le condizioni della città si risollevarono dopo la conquista ottomana nel 1516, quando Sidone diventò il principale sbocco marittimo di Damasco. Gli ottomani eressero una piccola moschea cupolata (sul corpo settentrionale del castello a mare), mentre i mercati ripresero a fiorie sotto il principe druso Fakhr el-Dine Maan I. Le fortune commerciali di Sidone furono ulteriormente accresciute durante il periodo di Faḫr al-Dīn II della famiglia Maʿan (1590-1634), che ricopriva la carica di mültezim (esattore fiscale e signore feudale ottomano). Egli stabilì un regime particolarmente aperto per i mercanti francesi e toscani ed edificò il caravanserraglio noto come Khan al-Firanj (خان الفرانج, khān al-Firanǧ, "Caravanserraglio degli Ifranj" ), nel classico modello a corte centrale con due ordini di portici.
Nel 1664 la città divenne capoluogo del nuovo eyalet di Acri e Sidone, che includeva parte della regione storica della Palestina, la Galilea e gran parte della costa e delle aree montane dell'attuale Libano.
Nel 1775, dopo la fine della Quinta guerra russo-turca e il ritiro delle unità navali russe dal Mar Mediterraneo orientale, la marina ottomana attaccò Acri e Sidone per schiacciare la ribellione del notabile locale Ḍāhir al-ʿUmar. Il nuovo governatore Ahmet Paşa detto al-jazzār ("il macellaio") attuò una violenta repressione, sopprimendo i tradizionali privilegi dei mercanti stranieri.
Il definitivo spostamento degli assi commerciali internazionali verso Beirut avvenne durante il governo del viceré d'Egitto Mehmet Ali Paşa, che estese il proprio potere sul Levante dal 1832 fino all'intervento militare britannico e asburgico dell'autunno 1840, che ripristinò la sovranità ottomana.
Dopo il 1888, Sidone entrò a far parte del vilāyet di Beirut. Il 1º settembre 1920 fu infine accorpata al nuovo mandato francese del Grande Libano, divenendo capoluogo del Governatorato del Sud Libano.
Lo sviluppo economico di Sidone, legato all'agricoltura e al vicino terminal petrolifero di Zahrani, è stato fortemente frenato dagli anni della guerra civile libanese, durante i quali la città è stata a lungo contesa tra milizie palestinesi, israeliani, siriani, Hezbollah e Amal.
Le tormentate vicende di Sidone durante il conflitto sono state trasposte poeticamente nella toccante canzone Sidùn di Fabrizio De André, contenuta nell'album Crêuza de mä.
Nel dopoguerra, alcuni progetti di ricostruzione e di recupero del patrimonio architettonico sono stati finanziati dalla Fondazione Hariri (creata dall'ex-Primo ministro libanese Rafīq al-Ḥarīrī, originario della città), come il ripristino del Khān al-Firanj, e dalla Fondazione Audi (legata al gruppo bancario libanese Bank Audi), che ha trasformato l'antica "Corte del sapone" (ﺨﺎﻥ الصبون, khān al-ṣābūn) nel "Museo del Sapone", che mostra l'intero processo di produzione artigianale.
Un avveniristico impianto sportivo è stato costruito per ospitare le partite del gruppo C e due quarti di finale della Coppa AFC d'Asia di calcio del 2000.
La città è stata oggetto di bombardamenti israeliani nel luglio 2006 durante la Guerra del Libano.

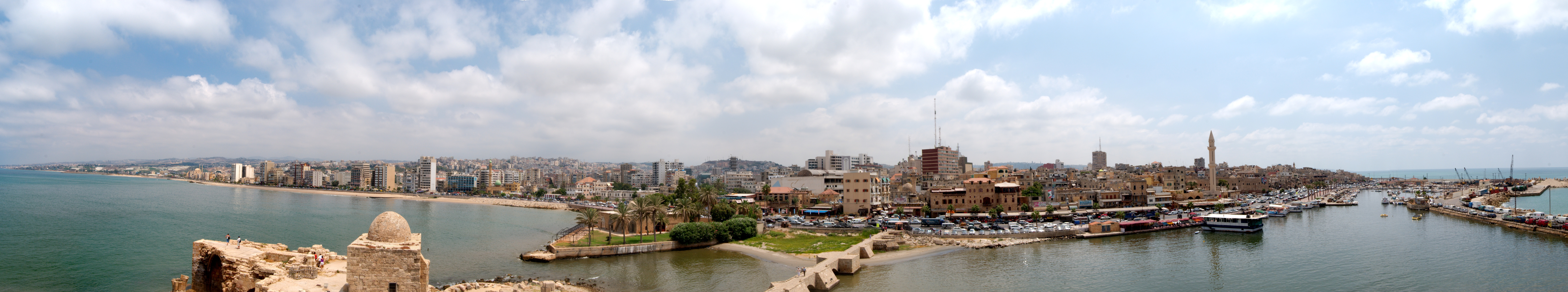
Veduta di Sidone dal castello

## Amministrazione

### Gemellaggi
- Costanza[3]
- Sofia
- Soči